# Heinz Saedler
Heinz Saedler (* 3. Juni 1941 in Bad Godesberg) ist ein deutscher Genetiker und Molekularbiologe. Er ist ein führender Wissenschaftler in der Pflanzengenetik.

## Wissenschaftliche Laufbahn
Saedler studierte an den Universitäten Bonn, München und Köln Chemie und Biochemie und wurde bei Peter Starlinger an der Universität Köln (Institut für Genetik) promoviert. Danach war er wissenschaftlicher Assistent an der Kölner Universität und forschte von 1969 bis 1970 als Post-Doktorand am Caltech. Nach seiner Rückkehr habilitierte er sich an der Universität Köln und erhielt 1975 den Ruf als außerordentlicher Professor am Biologischen Institut III der Universität Freiburg. Ab 1980 forscht Saedler am Max-Planck-Institut für Züchtungsforschung und ist seit 1981 Honorarprofessor an der Universität Köln. Saedler gehört zu den Pionieren der pflanzlichen Molekularbiologie und hat dem MPI für Züchtungsforschung zusammen mit Jozef Schell, Klaus Hahlbrock und Francesco Salamini zu Weltruf verholfen. Heinz Saedler wurde 2009 emeritiert und lebt in Köln.

## Forschung und Öffentlichkeitsarbeit
Saedler entdeckte zusammen mit seinem Doktorvater Starlinger (und Elke Jordan) in den 1960er Jahren Transposon-Elemente (Insertionssequenzen, IS) in den Genen von Bakterien (beim Studium von Mutationen im Galaktose-Operon von E. coli), wie auch gleichzeitig Jim Shapiro in London. Sie waren schon in den 1940er Jahren von der Genetikerin Barbara McClintock in Mais entdeckt worden, die molekulargenetische Erforschung begann aber mit Saedler und Starlinger (etwa 1968). Wie gleichzeitig Wissenschaftler am Labor von Waclaw Szybalski in Madison (Wisconsin) entdeckten sie Anfang der 1970er Jahre, dass das keine zufälligen Einfügungen von DNA waren, sondern bestimmte mobile Elemente, die teilweise von Bakterienplasmiden stammten. Wie Starlinger wandte er sich in den 1980er Jahren der Pflanzengenetik zu. 1984 wurden am MPI für Züchtungsforschung erstmals Transposons von Pflanzen isoliert. Die genaue Erforschung der Insertions- und Exzisionsmechanismen diente auch der Entwicklung von Methoden der Grünen Gentechnik (Gentechnik angewandt auf Pflanzen). Saedler untersuchte damit auch die molekularen Grundlagen von Blütenbildung (1990) und studierte die Evolution neuer pflanzlicher Formvarianten.
Ehrenamtlich hat sich Saedler um eine Öffnung seines Wissenschaftsgebiets und insbesondere der Biotechnologie für die interessierte Bevölkerung bemüht. So hat er unter anderem den Verein KölnPUB – Publikum und Biotechnologie e.V. mitbegründet, der sich als außerschulischer Lernort versteht und der enge Kontakte zu Forscherinnen und Forschern der Universität zu Köln und dem Max-Planck-Institut für Pflanzenzüchtungsforschung pflegt. Ebenso war er an der Gründung der WissenschaftsScheune (WiS) beteiligt, einem Projekt des MPI für Pflanzenzüchtungsforschung, dessen Ziel es ist, Neugier auf die moderne Pflanzenforschung und Gentechnik zu wecken.

## Trivia
In der Affäre um die Sperrung der zur Evolutionstheorie kritischen Webseiten seines Mitarbeiters Wolf-Ekkehard Lönnig stellte sich Saedler zunächst hinter diesen und sprach sich für Toleranz im Rahmen der Freiheit der Wissenschaft aus. 2003 wurden die Webseiten dann bei der Max-Planck-Gesellschaft gesperrt und deren Inhalte auf Lönnigs privater Internetseite veröffentlicht.

## Mitgliedschaften und Ehrungen
- 1985: Otto-Bayer-Preis
- 1988: Mitglied der Leopoldina
- 1991: Mitglied der Academia Europaea
- 1996: Gründungsmitglied des Vereins KölnPUB e.V.
- 2000: Wilhelm-Exner-Medaille der Wilhelm-Exner-Stiftung des Österreichischen Gewerbevereins
- 2006: Gründungsmitglied der WissenschaftsScheune (WiS) am MPIPZ
- 2009: Gregor-Mendel-Medaille der Deutschen Akademie der Naturforscher Leopoldina
- 2011: Verdienstkreuz 1. Klasse des Verdienstordens der Bundesrepublik Deutschland[8]

## Schriften
- Starlinger, Saedler: Insertion mutations in microorganisms, Biochimie, Band 54, 1972, S. 177–185
- Saedler, Starlinger: Twenty-five years of transposable element research in Köln, in Fedoroff, Botstein (Hrsg.): The Dynamic Genome – Barbara McClintock’s ideas in the century of genetics, Cold Spring Harbor Laboratory Press 1992
- Starlinger, Saedler in Science Citation Classics zu ihrem Aufsatz IS elements in microorganisms, Current Topics Microbiology Immunology, Band 75, 1976, S. 111, Online, pdf
- mit R. Kunze, W.-E. Lönnig Plant Transposable Elements, Advances in Botanical Research, Band 27, 1997, S. 331–470